# Thái Học, Bình Giang
Thái Học là một xã thuộc huyện Bình Giang, tỉnh Hải Dương, Việt Nam.

## Địa lý
Xã Thái Học có diện tích 6,21 km², dân số năm 1999 là 8143 người, mật độ dân số đạt 1311 người/km².
Vị trí địa lý, giới hạn của xã:
- Phía bắc giáp với xã Tân Việt
- Phía tây giáp với xã Thái Hòa và xã Bình Minh
- Phía nam giáp với xã Bình Xuyên
- Phía đông giáp với xã Hồng Khê và xã Nhân Quyền.

## Hành chính
Xã Thái Học gồm có các thôn: Phú Khê, Sồi Cầu, Phủ, Vạc và Sồi Tó.

## Giao thông
Các tuyến, hệ thống giao thông quan trọng đi qua xã Thái Học:
- Đường 5B: cao tốc Hà Nội - Hải Phòng
- Tỉnh lộ 392: đi quốc lộ 38, đi Thanh Miện...
- Tỉnh lộ 394: đi Thúc Kháng, Cẩm Giàng, quốc lộ 5...

## Văn hóa

### Lược Vạc
Làng Hoạch Trạch hay làng Vạc là ngôi làng duy nhất ở vùng đồng bằng sông Hồng có nghề làm lược. Nghề làm lược ở đây có lịch sử hàng trăm năm được người dân gắn bó vừa tạo được nét đẹp cũng như ý nghĩa của những chiếc lược. Lược ở đây làm bằng tre là loại lược bí chải đầu, chấy. Lược Vạc ngày nay tuy không còn thời hoàng kim của nghề làm lược và cái tên lược Vạc vẫn là nét đẹp của một nghề truyền thống độc nhất ở đây.

## Kinh tế
Kinh tế của xã chủ yếu là từ sản xuất nông nghiệp như trồng lúa, chăn nuôi... Nhóm dịch vụ phát triển chủ yếu tại thôn Phủ với nhiều hộ cá thể kinh doanh đa dạng về các loại mặt hàng gia dụng, tiện ích phục vụ dân sinh. Hiện nay khu vực thôn Phủ được coi là nơi mua bán, trao đổi hàng hóa của các thôn xã phía nam huyện Bình Giang.